# Dimercaprol
Dimercaprol is een middel dat door chelaatvorming in staat is bepaalde zware metalen zoals kwik, arseen, goud en lood en soms koper te binden en uit het lichaam te verwijderen.
Het staat ook bekend als BAL (British anti-Lewisite) omdat het een middel was tegen het arseenbevattende strijdmiddel (Lewisite), dat kort na de Eerste Wereldoorlog werd ontwikkeld. Dimercaprol is ontwikkeld in de Tweede Wereldoorlog. De stof wordt ook gebruikt voor behandeling van de ziekte van Wilson.
Het is zelf tamelijk giftig en moet door middel van pijnlijke injecties worden toegediend. Meestal wordt daarom de voorkeur gegeven aan andere middelen.
De stof is opgenomen in de lijst van essentiële geneesmiddelen van de WHO.